# Jezersko (Slovenia)
Jezersko (IPA: [ˈzɡoːɾnjɛ jɛˈzɛːɾskɔ], in tedesco Seeland) è un comune della Slovenia di 664 abitanti ed un'area di 68,8 km². Appartiene alla regione statistica dell'Alta Carniola.

## Geografia fisica
Il comune è situato in una valle compreso tra le montagne Caravanche a nord e le Alpi di Kamnik e della Savinja a sud. La strada da Kranj attraversa la valle, tramite il passo di Seeberg si raggiunge il confine con l'Austria. Il territorio comunale varia da un'altezza di 700 fino ai 2500 metri.
Monti principali:
- Grintovec (2.558 m)
- Jezerska Kočna (2.540 m)
- Skuta (2.532 m)
- Dolgi hrbet (2.473 m)
- Kranjska Rinka (2.453 m)
- Koroška Rinka (2.433 m)
- Storžič (2.132 m)
- Velika Baba (2.127 m)
- Goli vrh (1.787 m)
- Veliki vrh (1.742 m)
- Stegovnik (1.692 m)
- Virnikov Grintovec (1.654 m)
- Kozji vrh (1.628 m)

## Storia
Il nome deriva da un lago glaciale situato nei pressi dell'insediamento di Zgornje Jezersko che si formò a seguito di un terremoto verificatosi nel 1348. Jezersko in tedesco Seeland significa letteralmente "terra dei laghi".
Dal 2018 è il primo comune sloveno a far parte dell'Associazione alpina internazionale dei Villaggi degli alpinisti.

### Simboli
Lo stemma del comune prende la forma di uno scudo delimitato da una doppia linea. Nella parte superiore dello stemma è rappresentato il cielo e le montagne, al centro è disegnato un cerchio verde con al suo interno raffigurata la testa di una pecora bianca della razza Jezersko-Solčava. Ai lati ci sono due aree verdi che rappresentano le colline e le foreste, mentre nella parte inferiore vi è una zona blu che rappresenta le cascate ed il lago. La bandiera è composta da tre bande blu, bianco e verde con al centro lo stemma.

## Monumenti e luoghi d'interesse
Alcune attrazioni sono:
- Le cascate di Ank
- La sorgente d'acqua minerale
- La sorgente di Jezernica
- La sorgente di Kokra
- Le siepi di frassino
- La cava di tufo
- Il tasso alla fattoria di Makek
- Lago di Planšar (in sloveno: Planšarsko jezero)
- La cascata Čedca

## Geografia antropica
Fino al 1995 era parte integrante del comune di Preddvor, ma dal 1998 divenne comune autonomo.

### Suddivisioni amministrative
Il comune di Jezersko è formato da 2 insediamenti (naselija):
- Zgornje Jezersko, sede comunale
- Spodnje Jezersko

## Economia
Il paese ha come attività principale il turismo, la sua posizione geografica infatti permette una visuale su tutte le montagne circostanti ed è un punto di partenza di numerose escursioni verso il Jezerska Kočna o il monte Veliki.

## Amministrazione
| Periodo | Periodo   | Primo cittadino | Partito | Carica  | Note |
| ------- | --------- | --------------- | ------- | ------- | ---- |
| 1998    | 2002      | Milan Kocjan    |         | sindaco |      |
| 2002    | 2006      | Milan Kocjan    |         | sindaco |      |
| 2006    | 2010      | Milan Kocjan    |         | sindaco |      |
| 2010    | 2014      | Jurij Markič    |         | sindaco |      |
| 2014    | 2018      | Jurij Markič    |         | sindaco |      |
| 2018    | in carica | Andrej Karničar |         | sindaco |      |

## Galleria d'immagini

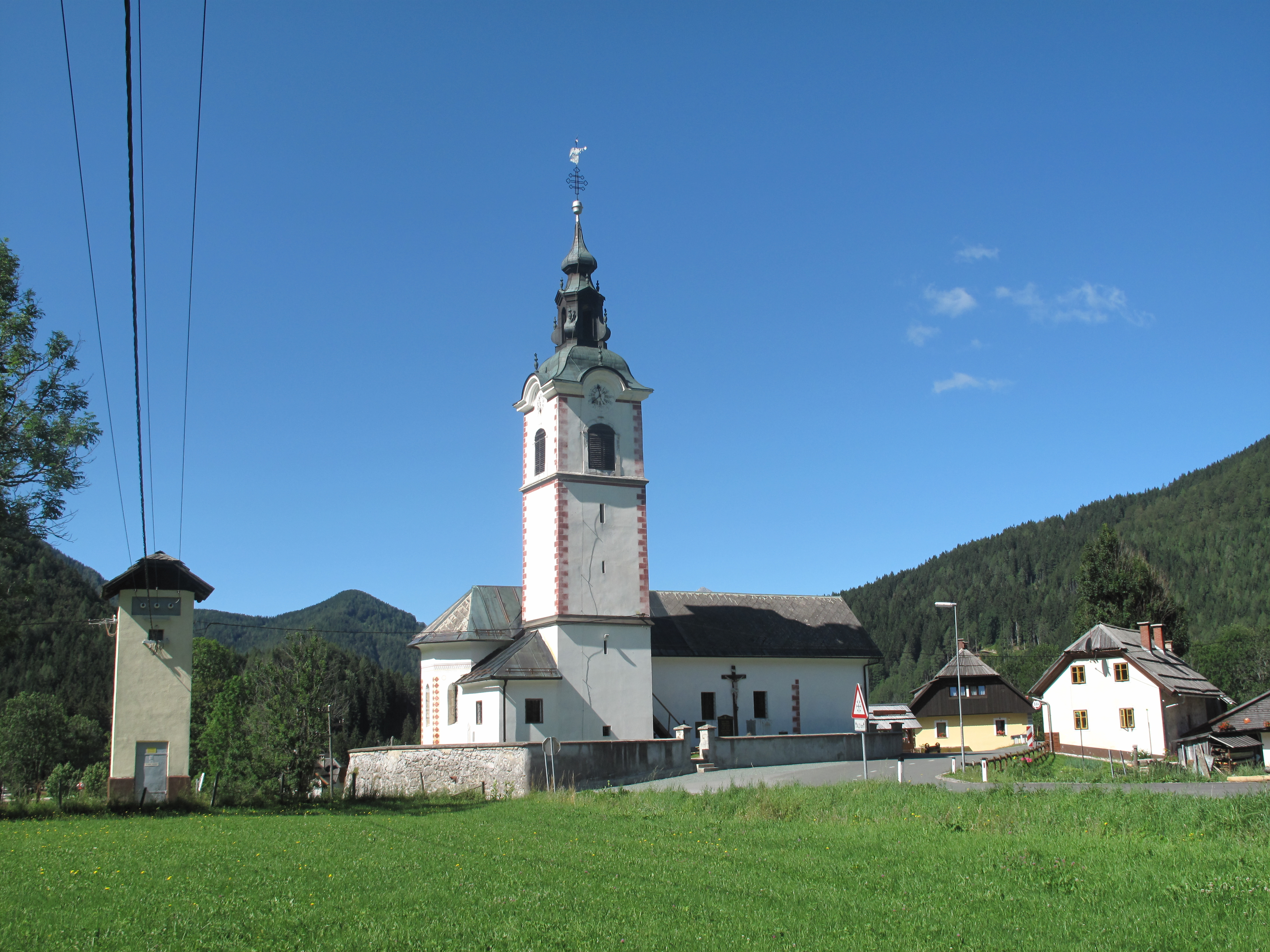
La chiesa del paese
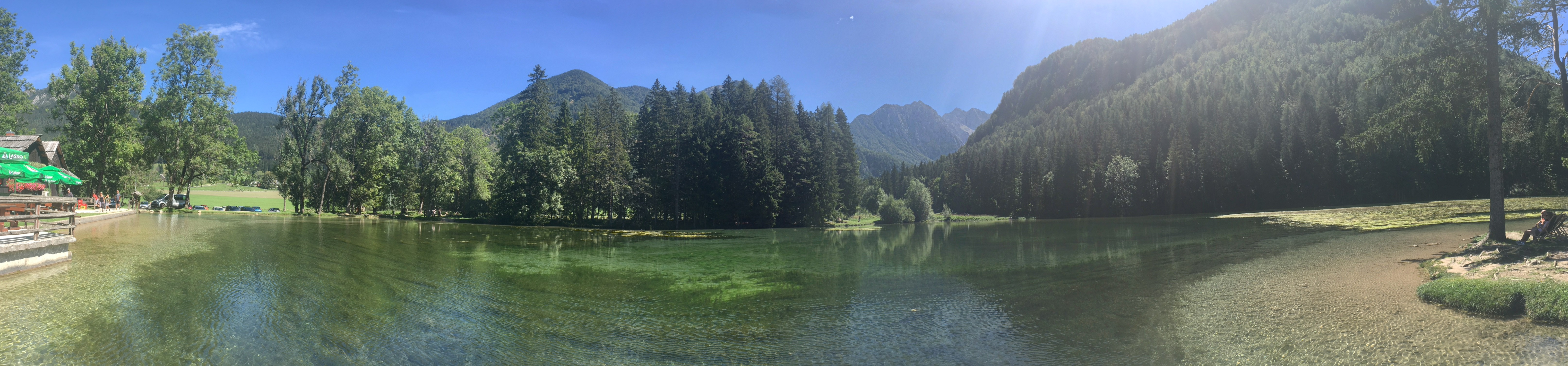
Il lago artificiale a Jezersko
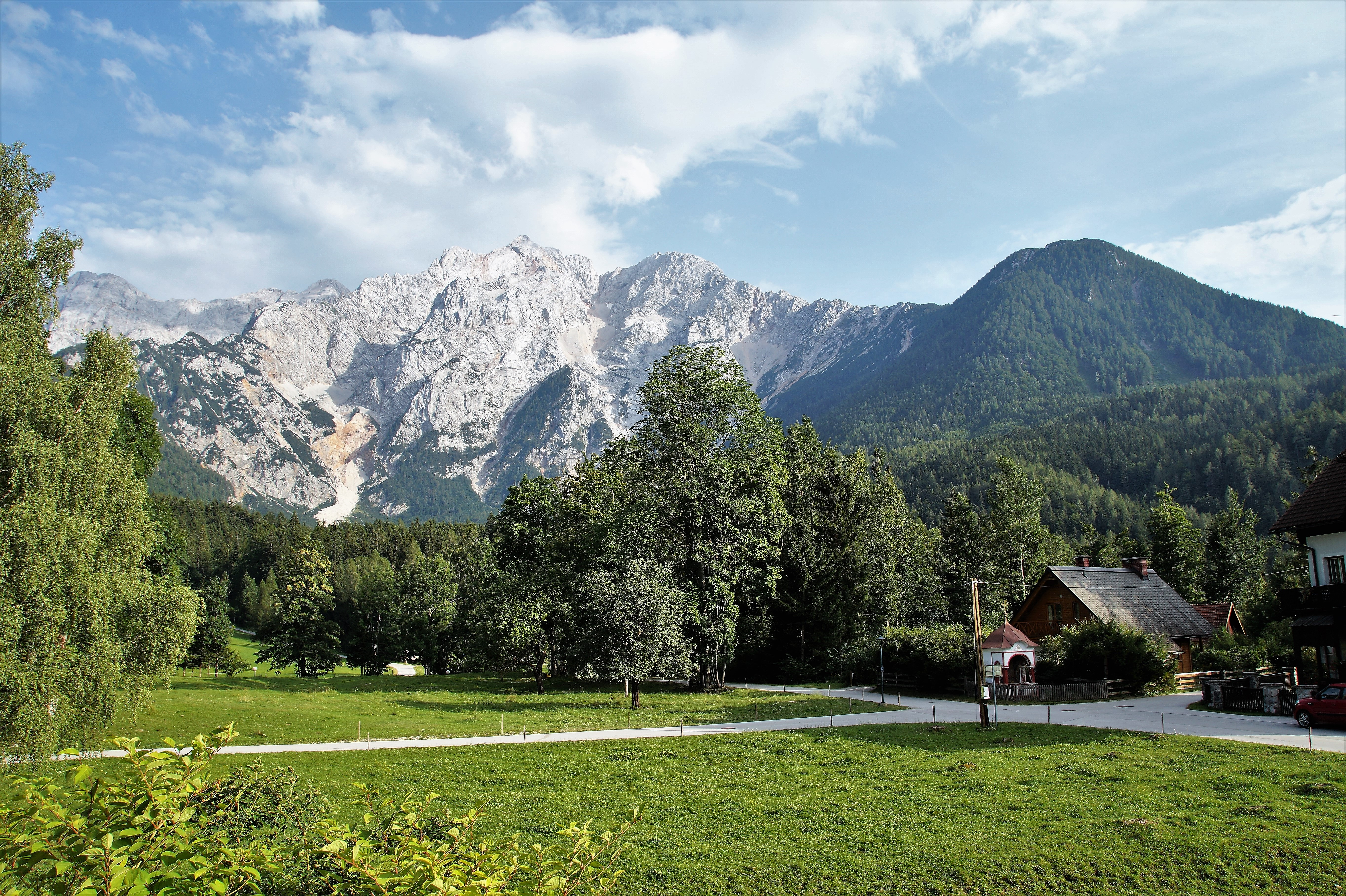
Panorama della valle
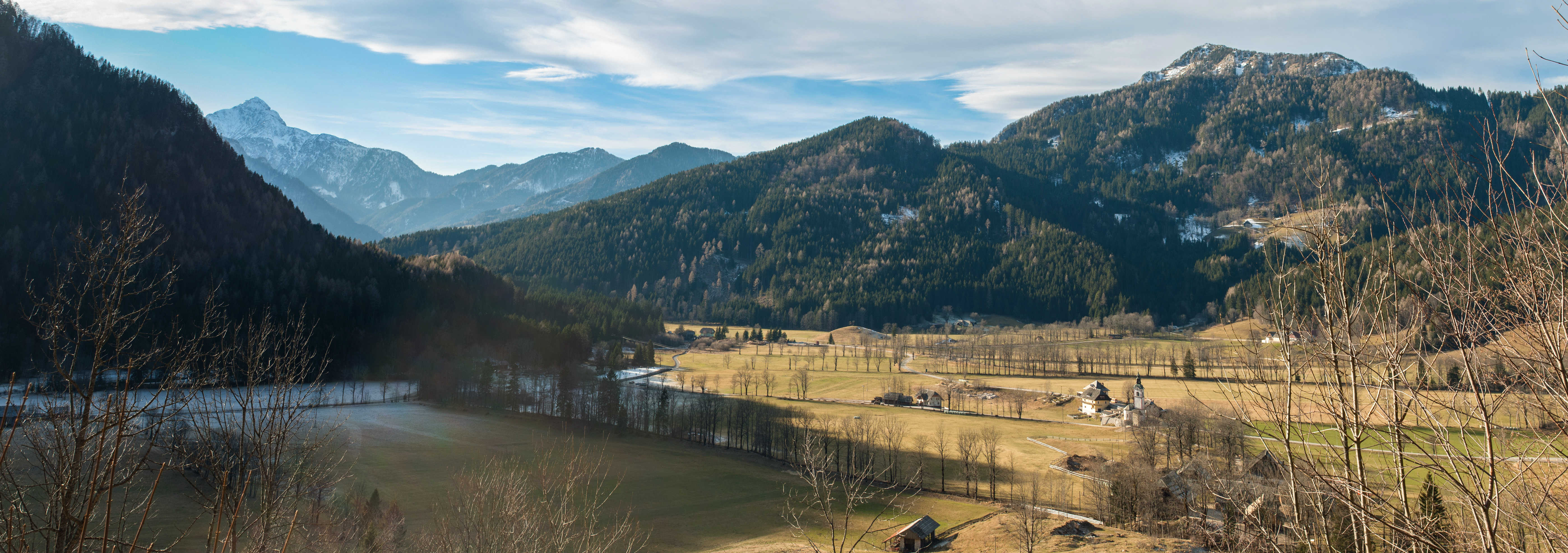
Vista panoramica di Zgornje Jezersko